# 天草市立宮野河内小学校
天草市立宮野河内小学校（あまくさしりつ みやのかわちしょうがっこう）は、かつて熊本県天草市河浦町宮野河内に存在した小学校。

## 沿革
- 1874年（明治7年）6月10日 - 宮野河内尋常小学校創立
- 1876年（明治9年）1月 - 松崎分教場設置
- 1904年（明治37年）2月 - 宮野河内尋常高等小学校と改称
- 1939年（昭和14年）4月 - 松崎分教場廃止
- 1941年（昭和16年）4月1日 - 国民学校令により、宮野河内国民学校と改称
- 1947年（昭和22年）4月1日 - 学制改革により、宮野河内村立宮野河内小学校と改称
- 1956年（昭和31年）4月1日 - 河浦町立宮野河内小学校と改称
- 2006年（平成18年）3月27日 - 天草市立宮野河内小学校と改称
- 2013年（平成25年）- 天草市立河浦小学校へ統合

## 学校周辺
- 熊本県道285号宮野河内新合線
- 船津湾

## 通学区域
2012年4月1日時点での通学区域は河浦町宮野河内であった。

## 進学先中学校
- 天草市立河浦中学校 - 全域[1]